# The Man from Toronto
The Man from Toronto è un film del 2022 diretto da Patrick Hughes.

## Trama
Teddy Jackson è un imprenditore di fitness in difficoltà di Yorktown, in Virginia, che viene licenziato dal suo lavoro in una palestra locale per aver distribuito opuscoli pubblicitari senza inserire l'indirizzo della palestra. Decide di non dirlo a sua moglie Lori e la porta in un cottage a Onancock per il suo compleanno. Lasciandola in una spa, Teddy arriva nella casa sbagliata, dove un uomo di nome Coughlin è tenuto in ostaggio. Scambiato per "L'uomo di Toronto ", un temuto e misterioso assassino con un talento innato per gli interrogatori, l'ingenuo Teddy riesce a intimidire Coughlin inducendolo a rivelare un codice. Subito dopo l'FBI fa irruzione scatenando una violenta sparatoria. Teddy, sopravvissuto all'assalto, viene convinto dagli agenti FBI a fingere di essere l'"Uomo di Toronto" per aiutare a catturare l'aspirante dittatore venezuelano colonnello Marin in cambio del pagamento da parte del governo dei suoi innumerevoli debiti con il fisco.
Con grande gelosia di Teddy, un agente speciale viene incaricato di accompagnare Lori e la sua amica Anne in una giornata di lusso a Washington, dicendo loro che il viaggio è stato fornito dal lavoro di Teddy. A Washington, Teddy incontra la moglie di Marin, Daniela, che lo porta in aereo cargo a Porto Rico con l'ordine di identificare Green, il partner di Coughlin, e portarlo dal colonnello a Washington. Lungo il percorso, Teddy cade in un'imboscata da parte del vero "Uomo di Toronto", il cui vero nome è Randy. Pianificando di completare il contratto mantenendo lo stratagemma secondo cui Teddy è Toronto, Randy informa il suo "Gestore", che decide di ingaggiare un altro assassino, l'"Uomo di Miami". Randy e Teddy arrivano a una conferenza tecnologica dove gli uomini di Marin hanno catturato la squadra di ricerca di Green. Randy guida Teddy attraverso un auricolare nell'interrogatorio degli ostaggi; pugnalando accidentalmente uno degli uomini in un occhio, per il disgusto Teddy vomita addosso a lui e ad un altro ostaggio, che ammette di essere Green.
Green spiega che lui e Coughlin hanno lavorato per la DARPA sviluppando una bomba sismica con un doppio sistema di sicurezza - il codice di Coughlin e l'impronta digitale di Green - ma si sono resi conto che stavano lavorando per conto di Marin, che intende utilizzare l'arma per assassinare il nuovo presidente del Venezuela durante l'inaugurazione della nuova ambasciata a Washington. Teddy lascia la stanza mentre Randy taglia il pollice di Green e vengono attaccati dall'"Uomo di Miami", ma dopo un rocambolesco insegnamento riescono a metterlo fuorigioco e scappare. Tornano a Washington per partecipare alla cena di compleanno di Lori, dove un imbarazzato Randy si ritrova in contatto con Anne. Però Miami piomba sulla scena e ruba il pollice, che lui e il "Gestore" consegnano a Marin. Teddy e Randy riescono all'ultimo momento a sabotare l'accordo e arriva l'FBI; Randy fugge con i 2 milioni di dollari, mentre Miami e il "Gestore" scappano. L'FBI scopre che il pollice apparteneva allo scagnozzo di Marin poiché Randy ha scelto di non lasciare che venisse armata l'arma. Teddy torna a casa e scopre che Lori sta per andare da sua madre, dopo aver saputo che ha perso il lavoro e le ha mentito per tutta la vacanza.
Correndo per fermarla, Teddy viene quasi ucciso da Miami, ma Randy interviene. Combattono molti altri assassini ingaggiati dal "Gestore", che arriva chiedendo i soldi. Li insegue in un magazzino, dove Teddy la lascia cadere involontariamente in una vasca di olio bollente, friggendola viva. Teddy si confronta con un ultimo assassino, l'"Uomo di Tokyo", ma Randy lo manda con "Debora", la sua amata Dodge Charger del 1969 . Prendendo la macchina, Teddy si riconcilia con Lori alla stazione dei treni, ma parcheggia sui binari e l'auto viene distrutta da un treno in corsa. Un anno dopo, Randy ha realizzato il suo sogno di aprire un ristorante in proprio e ha una relazione con Anne. Teddy dichiara Randy come suo partner della sua nuova palestra online, presentandogli un piccolo pagamento per la sostituzione di "Debora", ma Randy in seguito chiama Teddy durante un allenamento in live streaming per minacciarlo in quanto il pagamento non copre la spesa per ricostruire la "Debora" originale.

## Produzione
Nel gennaio 2020 è stato annunciato che Patrick Hughes avrebbe diretto "The Man from Toronto" su sceneggiatura di Robbie Fox, con Jason Statham e Kevin Hart come protagonisti; con la produzione affidata a Jason Blumenthal, Todd Black, Bill Bannerman e Steve Tisch attraverso Escape Artists; e la distribuzione a cura di Sony Pictures. A marzo, Statham è -uscito bruscamente dal progetto sei settimane prima delle riprese dopo essersi scontrato con i produttori sulla valutazione del film e Woody Harrelson è stato scelto per sostituirlo. Kaley Cuoco si è aggiunta al cast ad aprile e Pierson Fodé a maggio. Jasmine Mathews, Ellen Barkin, Lela Loren e Tomohisa Yamashita si sono aggiunti ad ottobre. Le riprese sarebbero dovute iniziare nell'aprile 2020 ad Atlanta, ma a marzo la produzione è stata interrotta a causa della pandemia di COVID-19. Le riprese sono iniziate il 12 ottobre 2020 nell'area di Toronto. Rob Hardy è il direttore della fotografia.  La colonna sonora del film è stata composta da Ramin Djawadi.